# Catch Me (singel)
„Catch Me” – koreański singel południowokoreańskiej grupy TVXQ, wydany 3 stycznia 2011 roku. Utwór promował album Catch Me.
Utwór został nagrany ponownie w języku japońskim i wydany jako 36. singel 16 stycznia 2013 roku w Japonii przez Avex Trax, w trzech edycjach (CD, CD+DVD i Bigeast). Catch Me -If you wanna- osiągnął 1 pozycję w rankingu Oricon i pozostał na liście przez 9 tygodni, sprzedał się w nakładzie 156 537 egzemplarzy. Singel zdobył status złotej płyty.

## Lista utworów

### Singel koreański
| Digital download | Digital download | Digital download | Digital download | Digital download | Digital download |
| Nr               | Tytuł utworu     | Tekst            | Muzyka           |                  | Długość          |
| ---------------- | ---------------- | ---------------- | ---------------- | ---------------- | ---------------- |
| 1.               | „Catch Me”       | Yoo Young-jin    | Yoo Young-jin    | Yoo Young-jin    | 4:38             |

### Singel japoński

#### CD
| CD | CD                                     | CD             | CD                            | CD                            | CD      |
| Nr | Tytuł utworu                           | Tekst          | Kompozycja                    | Aranżacja                     | Długość |
| -- | -------------------------------------- | -------------- | ----------------------------- | ----------------------------- | ------- |
| 1. | „Catch Me -If you wanna-”              | H.U.B.         | Yoo Young-jin                 | Yoo Young-jin                 | 4:40    |
| 2. | „I Know”                               | Shinjirō Inoue | T-SK, Tesung Kim, Andrew Choi | T-SK, Tesung Kim, Andrew Choi | 4:26    |
| 3. | „I Know -unplugged version-”           | Shinjirō Inoue | T-SK, Tesung Kim, Andrew Choi | T-SK, Tesung Kim, Andrew Choi | 3:59    |
| 4. | „Catch Me -If you wanna-” (Less Vocal) |                | Yoo Young-jin                 | Yoo Young-jin                 | 4:40    |
| 5. | „I Know” (Less Vocal)                  |                | T-SK, Tesung Kim, Andrew Choi | T-SK, Tesung Kim, Andrew Choi | 4:26    |

#### CD+DVD
| CD | CD                                     | CD             | CD                            | CD                            | CD      |
| Nr | Tytuł utworu                           | Tekst          | Kompozycja                    | Aranżacja                     | Długość |
| -- | -------------------------------------- | -------------- | ----------------------------- | ----------------------------- | ------- |
| 1. | „Catch Me -If you wanna-”              | H.U.B.         | Yoo Young-jin                 | Yoo Young-jin                 | 4:40    |
| 2. | „I Know”                               | Shinjirō Inoue | T-SK, Tesung Kim, Andrew Choi | T-SK, Tesung Kim, Andrew Choi | 4:26    |
| 3. | „Catch Me -If you wanna-” (Less Vocal) |                | Yoo Young-jin                 | Yoo Young-jin                 | 4:40    |
| 4. | „I Know” (Less Vocal)                  |                | T-SK, Tesung Kim, Andrew Choi | T-SK, Tesung Kim, Andrew Choi | 4:26    |

| DVD | DVD                                    | DVD     |
| Nr  | Tytuł utworu                           | Długość |
| --- | -------------------------------------- | ------- |
| 1.  | „Catch Me -If you wanna-” (Video Clip) |         |
| 2.  | „I Know” (Video Clip)                  |         |
| 3.  | „Off Shot Movie”                       |         |

## Notowania
| Lista                             | Pozycja |
| --------------------------------- | ------- |
| Oricon Weekly Singles Chart       | 1       |
| Oricon Yearly Singles Chart       | 42      |
| Billboard Japan Hot 100           | 1       |
| Billboard Japan Top Singles Sales | 1       |